# Lễ trao giải

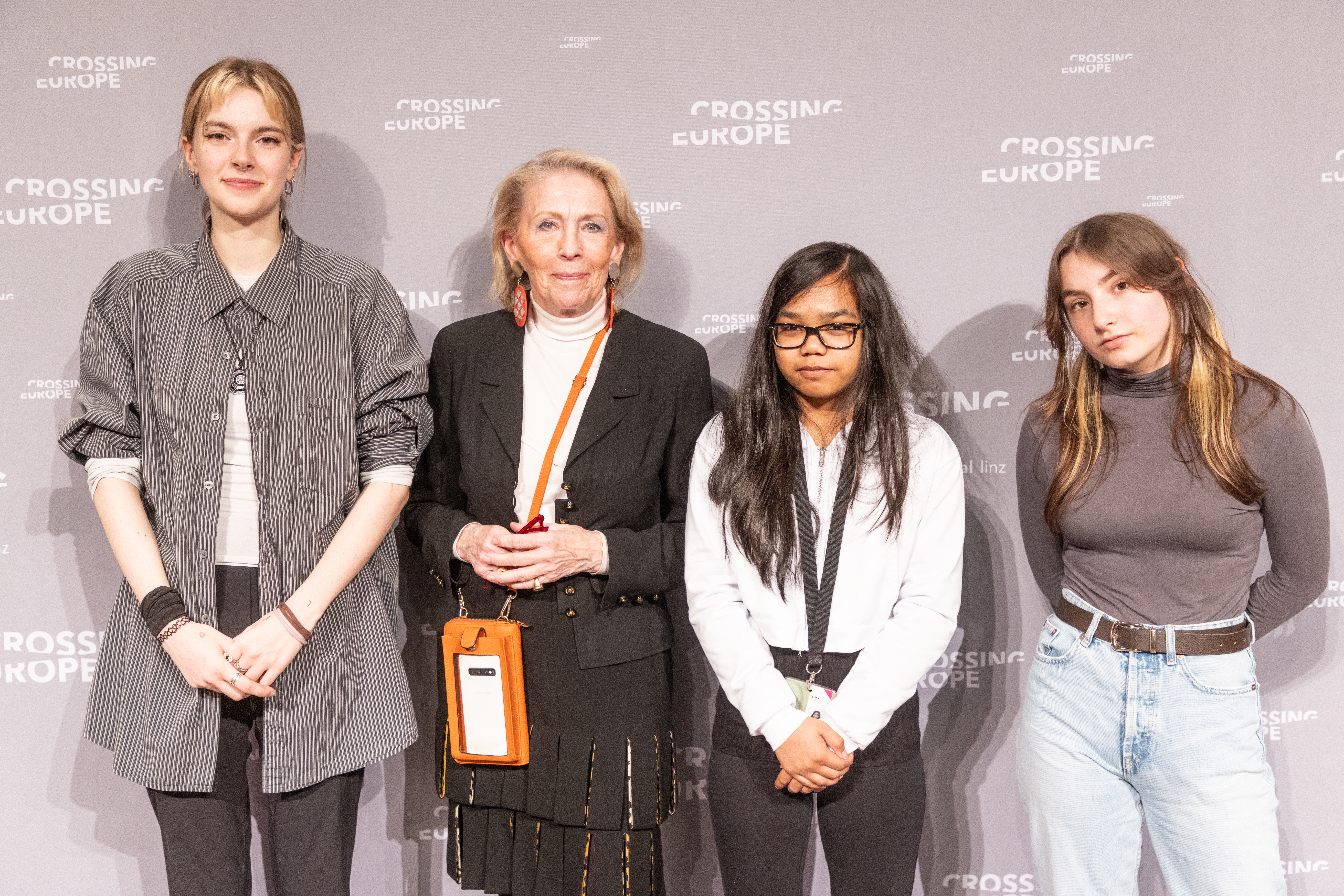
Buổi lễ trao giải ở châu Âu

Lễ trao giải (Awards ceremony) là một loại buổi lễ vinh danh nơi trao các giải thưởng cho những người đạt được nó để ghi nhận và tôn vinh các cá nhân, tập thể. Buổi lễ trao giải có thể được tổ chức do sự chủ trì dưới danh nghĩa một tổ chức chính phủ, một hội đoàn, một trường học, một hiệp hội thương mại hoặc thậm chí là một công ty chuyên tổ chức lễ trao giải sẽ đứng ra tổ chức. Thông thường, một người dẫn chương trình (MC) sẽ trao giải và các phần thưởng, tặng hoa cho những người chiến thắng, thành công và sau đó là tiết mục giao lưu với khán giả, phát biểu cảm tưởng, tiết mục giải trí cho mọi người và nói chung là duy trì không khí cho buổi lễ diễn ra sôi nổi, sinh động và tưng bừng, phấn khởi, hân hoan.

## Tổng quan

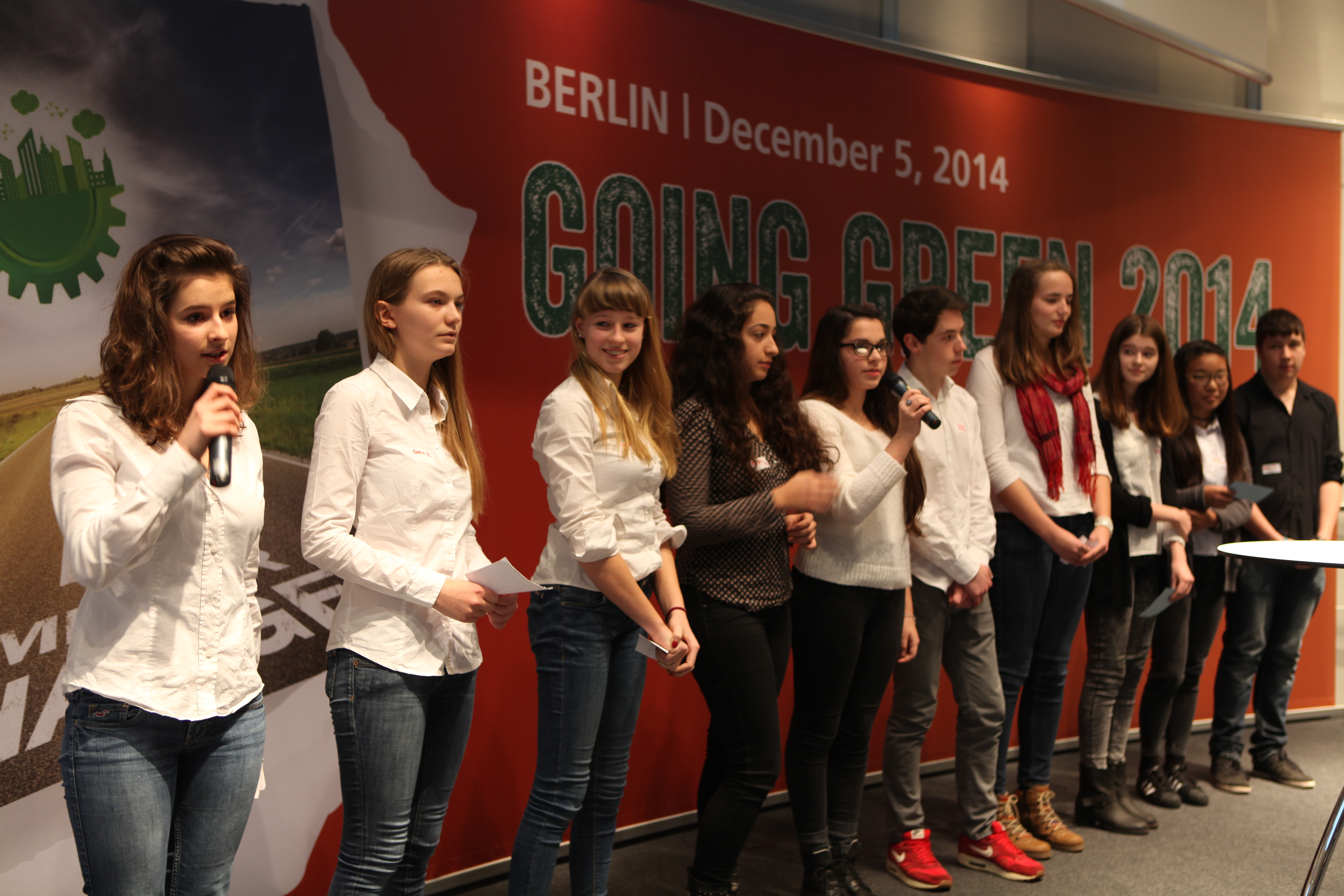
Một buổi lễ trao giải Going Green ở Đức để vinh danh những bạn đã đóng góp cho sự bảo vệ môi trường xanh

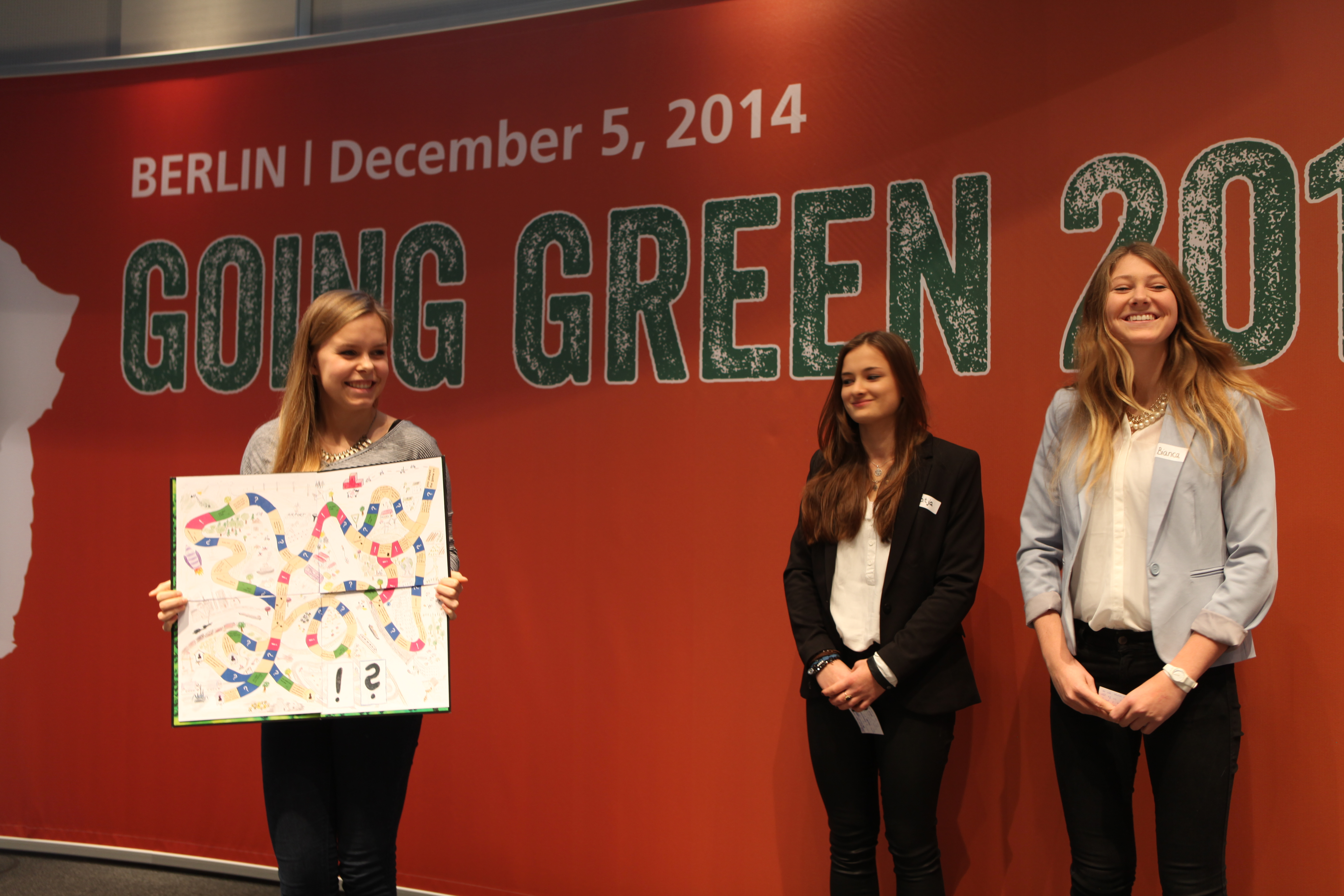
Lễ trao giải ở Đức

Vào thời Hy Lạp cổ đại thì người Hy Lạp cổ đại đã tổ chức các cuộc thi hàng năm về bi kịch và hài kịch, được tài trợ từ những công dân giàu có nhất trong đất nước. Giải thưởng được trao cho vở kịch hay nhất, nhà sản xuất xuất sắc nhất và nam diễn viên xuất sắc nhất. Vào đầu Thế vận hội Olympic, có hai lễ trao giải. Sau mỗi sự kiện, ban giám khảo trao cành lá cọ cho những người chiến thắng. Vào ngày cuối cùng của cuộc thi, tất cả những người chiến thắng sự kiện đều được công bố và được trao vòng hoa ô liu. Không có huy chương nào được trao cho những người nhận lãnh và chỉ có người chiến thắng được công bố, vì người về nhì không được coi là quan trọng. Không có gì lạ khi các vận động viên chấp nhận chịu mức phạt nặng và hối lộ giám khảo để được tuyên bố là người chiến thắng. 
Các tiết mục của một buổi lễ trao giải hiện đại thường bao gồm: Một thể lệ, phương pháp xác định và công bằng để chọn người chiến thắng. Địa điểm tổ chức trao giải có thể là tại khách sạn (sảnh đường), nhà hát, trung tâm sự kiện, hoặc cơ sở khác. Người tham dự cũng có thể được phục vụ bữa ăn tối và chương trình giải trí. Buổi lễ trao giải không thể thiếu các thành phần khác như người dẫn chương trình, thiết bị kỹ thuật âm thanh ánh sáng như micrô, loa và máy chiếu video. Để khán giả tới tham dự thì Ban tổ chức phát hành thư mời với thời gian địa điểm rõ ràng để gửi đến những người tham dự được chọn, sắp xếp cho các nhà báo đưa tin về buổi lễ. Tại buổi lễ, tiết mục quan trọng nhất là lúc trao giấy chứng nhận hoặc cúp cho người chiến thắng được xướng tên để tôn vinh. Các giải thưởng truyền thông lớn của Mỹ đã phát triển thành các buổi lễ truyền hình lớn vào giờ vàng, nhưng có khởi đầu khiêm tốn.

## Sự kiện
Giải thưởng đầu tiên của Viện Hàn lâm Khoa học và Nghệ thuật Điện ảnh được tổ chức vào năm 1929 tại Khách sạn Hollywood Roosevelt ba tháng sau khi những người chiến thắng được công bố. Các bức tượng vinh danh Giải thưởng Viện Hàn lâm (giải Oscar) cho thể loại phim hay nhất, nữ diễn viên chính xuất sắc nhất và nam diễn viên chính xuất sắc nhất được trao trong một buổi lễ kéo dài 15 phút. Giải Quả cầu vàng được tổ chức năm 1944 do công của tám nhà báo đã thành lập Hiệp hội phóng viên nước ngoài Hollywood, họ đã sắp xếp một bữa trưa tại 20th Century Fox nơi các giấy chứng nhận được trao cho phim hay nhất, nữ diễn viên chính xuất sắc nhất và nam diễn viên chính xuất sắc nhất. Giải Tony cho các vở kịch sân khấu và nhạc kịch lần đầu tiên được trao tại Waldorf Astoria New York vào năm 1947. Viện Hàn lâm Khoa học và Nghệ thuật Truyền hình đã trao giải Giải Emmy đầu tiên tại Câu lạc bộ Thể thao Hollywood vào năm 1949. Giải Grammy đầu tiên được Viện Hàn lâm Khoa học và Nghệ thuật Thu âm Quốc gia trao lần đầu tiên vào năm 1958, với hạng mục giải thưởng dành cho Ca khúc Volare giành được cho Đĩa đơn hay nhất. 
Giải thưởng MTV Video Music Awards đầu tiên được trao vào năm 1984. Giải thưởng Nickelodeon Kids' Choice Awards đầu tiên được trao vào năm 1988. The Game Awards, một chương trình trao giải dành riêng cho ngành công nghiệp trò chơi điện tử, đã được phát trực tiếp trên YouTube và Twitch hàng năm kể từ khi thành lập vào năm 2014. Một chương trình trao giải thường niên khác dành cho ngành công nghiệp trò chơi điện tử, D.I.C.E. Awards do Viện Hàn lâm Khoa học và Nghệ thuật Tương tác trao tặng, được phát trực tiếp trên trang web trò chơi điện tử IGN (và đôi khi là GameSpot) vào tháng 2 hàng năm kể từ năm 2012. Các lễ trao giải thưởng giải trí nói tiếng Anh có quy mô lớn vào tháng 1/tháng 2/tháng 3/tháng 4 hàng năm hiện nay bao gồm Giải thưởng Viện hàn lâm, Hiệp hội biên tập điện ảnh Hoa Kỳ, Hiệp hội quay phim Hoa Kỳ, Công đoàn đạo diễn nghệ thuật, Viện hàn lâm nghệ thuật điện ảnh và truyền hình Anh, Công đoàn thiết kế trang phục, Giải thưởng phim do các nhà phê bình bình chọn, Giải thưởng của Công đoàn đạo diễn Hoa Kỳ, Giải Grammy, Giải thưởng Tinh thần độc lập, Hội phê bình phim New York, Giải thưởng Lựa chọn của trẻ em Nickelodeon, Giải thưởng của Công đoàn sản xuất Hoa Kỳ, Giải thưởng của Công đoàn diễn viên màn ảnh, Giải D.I.C.E và Giải thưởng của Hiệp hội Nhà văn Hoa Kỳ. Giải thưởng Trò chơi được phát trực tiếp vào tháng 12 hàng năm.

## Tham khảo

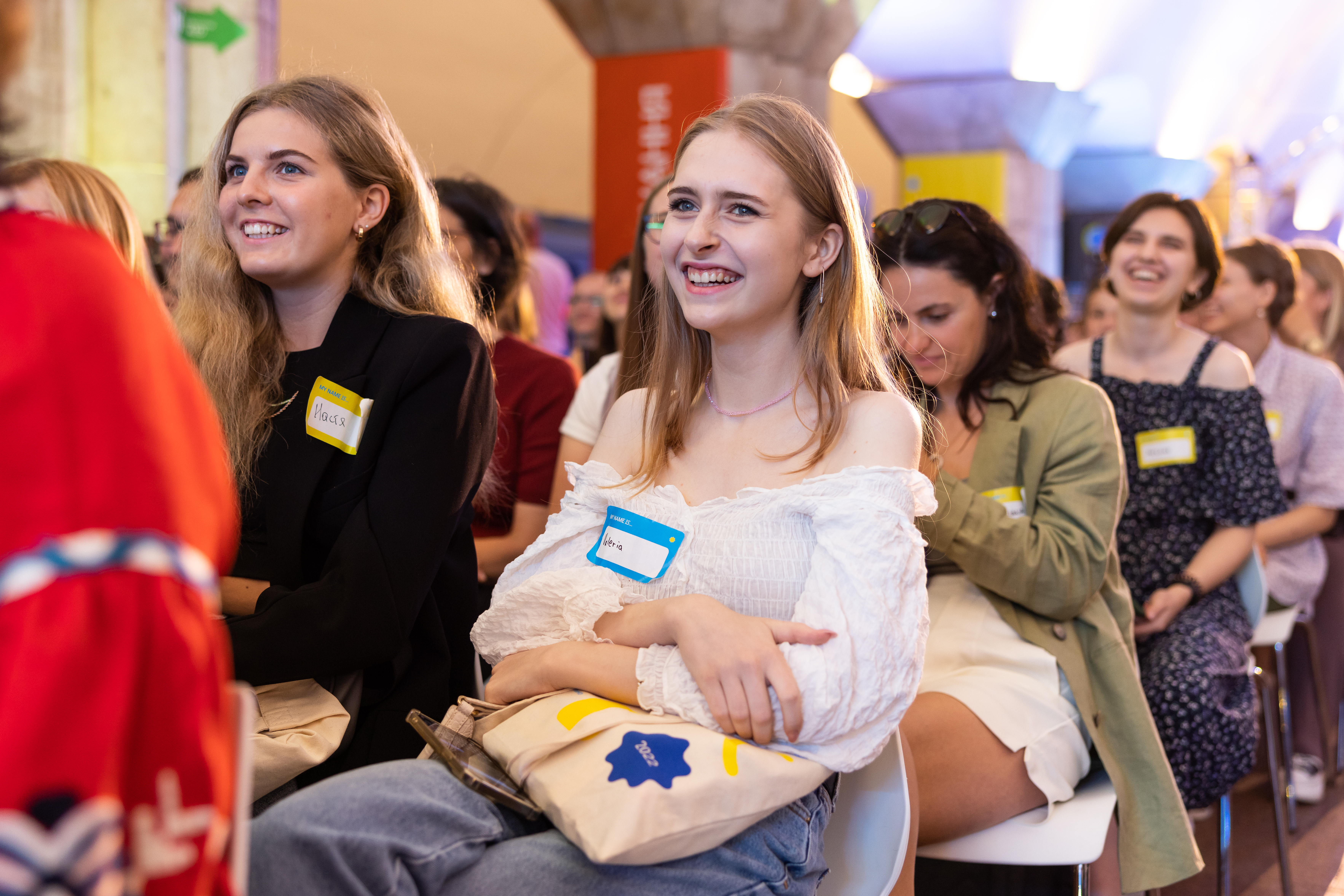
Khán giả tham dự một buổi lễ trao giải UNICEF